# Хераме
Хераме́  или Хараме́  (перс. خرامه‎) — город на юге Ирана, в провинции Фарс. Административный центр шахрестана Хераме. По данным переписи, на 2006 год население составляло 21 683 человека.

## География
Город находится в центральной части Фарса, в горной местности юго-восточного Загроса, на высоте 1 599 метров над уровнем моря.
Хераме расположен на расстоянии приблизительно 70 километров к востоку-юго-востоку (ESE) от Шираза, административного центра провинции и на расстоянии 705 километров к юго-юго-востоку (SSE) от Тегерана, столицы страны. Основу экономики города составляет сельскохозяйственное производство.